# Biskupi meksykańscy
Biskupi meksykańscy – lista biskupów pełniących swoją posługę w diecezji, a następnie archidiecezji meksykańskiej.

## Diecezja meksykańska (1530-1546)

### Ordynariusze
| L.p. | Lata rządów | Imię i nazwisko          | Informacje dodatkowe |
| ---- | ----------- | ------------------------ | -------------------- |
| 1.   | 1530-1546   | bp Juan de Zumárraga OFM |                      |

## Archidiecezja meksykańska (od 1546)

### Ordynariusze
| L.p. | Lata rządów | Imię i nazwisko                                      | Informacje dodatkowe                          |
| ---- | ----------- | ---------------------------------------------------- | --------------------------------------------- |
| 1.   | 1546–1548   | abp Juan de Zumárraga OFM                            |                                               |
| 2.   | 1551–1572   | abp Alfonso de Montufar OP                           |                                               |
| 3.   | 1573–1591   | pat. Pedro Moya de Contreras                         | Tytularny Patriarcha Indii Zachodnich od 1591 |
| 4.   | 1591–1600   | abp Alonso Fernández de Bonilla                      |                                               |
| 5.   | 1601–1606   | abp García de Santa María Mendoza y Zúñiga OSH       |                                               |
| 6.   | 1607–1612   | abp García Guerra OP                                 |                                               |
| 7.   | 1613–1627   | abp Juan Pérez de la Serna                           |                                               |
| 8.   | 1627–1634   | abp Francisco de Manso Zuñiga y Sola                 |                                               |
| 9.   | 1639–1640   | abp Feliciano de la Vega Padilla                     |                                               |
| 10.  | 1643–1650   | abp Juan de Mañozca y Zamora                         |                                               |
| 11.  | 1652–1654   | abp Marcelo Lopez de Azcona                          |                                               |
| 12.  | 1655–1664   | abp Mateo de Sagade Bugueiro                         |                                               |
| 13.  | 1664–1665   | abp Juan Alonso de Cuevas y Davaols                  |                                               |
| 14.  | 1666–1667   | abp Marcos Ramírez de Prado y Ovando OFM             |                                               |
| 15.  | 1668–1681   | abp Payo Enríquez de Rivera Manrique OSA             |                                               |
| 16.  | 1680–1698   | abp Francisco de Aguiar y Seijas y Ulloa             |                                               |
| 17.  | 1699–1708   | abp Juan de Ortega Cano Montañez y Patiño            |                                               |
| 18.  | 1714–1728   | abp José Pérez de Lanciego Eguiluz y Mirafuentes OSB |                                               |
| 19.  | 1728–1729   | abp Manuel Jos. de Hendaya y Haro                    |                                               |
| 20.  | 1730–1747   | abp Juan Antonio de Vizarrón y Eguiarreta            |                                               |
| 21.  | 1748–1765   | abp Manuel José Rubio y Salinas                      |                                               |
| 22.  | 1766–1772   | abp Francisco Antonio de Lorenzana y Butrón          |                                               |
| 23.  | 1772–1800   | abp Iledfonso Núñez de Haro y Peralta                |                                               |
| 24.  | 1802–1815   | abp Francisco Javier de Lizana y Beaumont            |                                               |
| 25.  | 1815–1837   | abp Pedro José de Fonte y Hernández Miravete         |                                               |
| 26.  | 1839–1846   | abp Manuel Posada y Garduño                          |                                               |
| 27.  | 1850–1862   | abp José Lázaro de la Garza y Ballesteros            |                                               |
| 28.  | 1863–1891   | abp Pelagio Antonio de Labastida y Dávalos           |                                               |
| 29.  | 1891–1908   | abp Próspero María Alarcón y Sánchez de la Barquera  |                                               |
| 30.  | 1908–1928   | abp José Mora y del Rio                              |                                               |
| 31.  | 1929–1936   | abp Pascual Díaz y Barreto SJ                        |                                               |
| 32.  | 1937–1956   | abp Luis María Martínez y Rodríguez                  |                                               |
| 33.  | 1956–1977   | kard. Miguel Darío Miranda Gómez                     |                                               |
| 34.  | 1977-1994   | kard. Ernesto Corripio Ahumada                       |                                               |
| 35.  | 1994–2017   | kard. Norberto Rivera Carrera                        |                                               |
| 36.  | od 2018     | kard. Carlos Aguiar Retes                            |                                               |

### Biskupi pomocniczy
- 1840–1849: bp Juan Manuel de Irrizarri y Peralta, biskup tytularny
- 1920–1949: bp Maximino Ruiz y Flores, biskup tytularny
- 1951–1956: abp Guglielmo Piani SDB, arcybiskup tytularny
- 1952–1983: bp José Villalón Mercado, biskup tytularny
- 1952–1990: bp Francisco Orozco Lomelín, biskup tytularny
- 1955–1956: abp Miguel Darío Miranda Gómez, koadiutor, arcybiskup tytularny
- 1956–1964: bp Luis Mena Arroyo, biskup tytularny
- 1967–1975: bp Alfredo Torres Romero, biskup tytularny
- 1971–1994: bp Jorge Martínez Martínez, biskup tytularny
- 1979–1995: abp Luis Mena Arroyo, arcybiskup tytularny
- 1979–1996: bp Francisco Maria Aguilera González, biskup tytularny
- 1979–1984: bp Javier Lozano Barragán, biskup tytularny
- 1980–1989: bp Ricardo Watty Urquidi MSpS, biskup tytularny
- 1980–1989: bp Genaro Alamilla Arteaga, biskup tytularny
- 1980–1984: bp Carlos Talavera Ramírez, biskup tytularny
- 1985–2008: bp Abelardo Alvarado Alcántara, biskup tytularny
- 1997–2004: bp José de Jesús Martínez Zepeda, biskup tytularny
- 1998–2008: bp Marcelino Hernández Rodríguez, biskup tytularny
- 2000–2003: bp José Luis Fletes Santana, biskup tytularny
- 2000–2005: bp Guillermo Ortiz Mondragón, biskup tytularny
- 2000–2010: bp Felipe Tejeda García, biskup tytularny
- 2001–2011: bp Jonás Guerrero Corona, biskup tytularny
- 2001–2008: bp Rogelio Esquivel Medina, biskup tytularny
- 2001–2013: bp Francisco Clavel Gil, biskup tytularny
- 2004–2009: bp Víctor Sánchez Espinosa, biskup tytularny
- 2004–2019: bp Antonio Ortega Franco, biskup tytularny
- 2006–2018: bp Carlos Briseño Arch, biskup tytularny
- 2008–2019: bp Florencio Armando Colin Cruz, biskup tytularny
- 2009–2019: bp Jesús Antonio Lerma Nolasco, biskup tytularny
- 2010–2019: bp Adolfo Miguel Castaño Fonseca, biskup tytularny
- 2010–2019: bp Andrés Vargas Peña, biskup tytularny
- 2011–2018: bp Crispin Ojeda Márquez, biskup tytularny
- 2013–2019: bp Jorge Estrada Solórzano, biskup tytularny
- od 2019: bp Salvador González Morales, biskup tytularny
- od 2019: bp Carlos Enrique Samaniego López, biskup tytularny
- 2020–2021: bp Francisco Daniel Rivera Sánchez, biskup tytularny
- od 2020: bp Luis Pérez Raygoza, biskup tytularny
- od 2020: bp Héctor Mario Pérez Villarreal, biskup tytularny
- od 2021: bp Andrés Luis García Jasso, biskup tytularny
- od 2022: bp Francisco Javier Acero Pérez, biskup tytularny